# Orgel von St. Pankratius (Ochsenwerder)

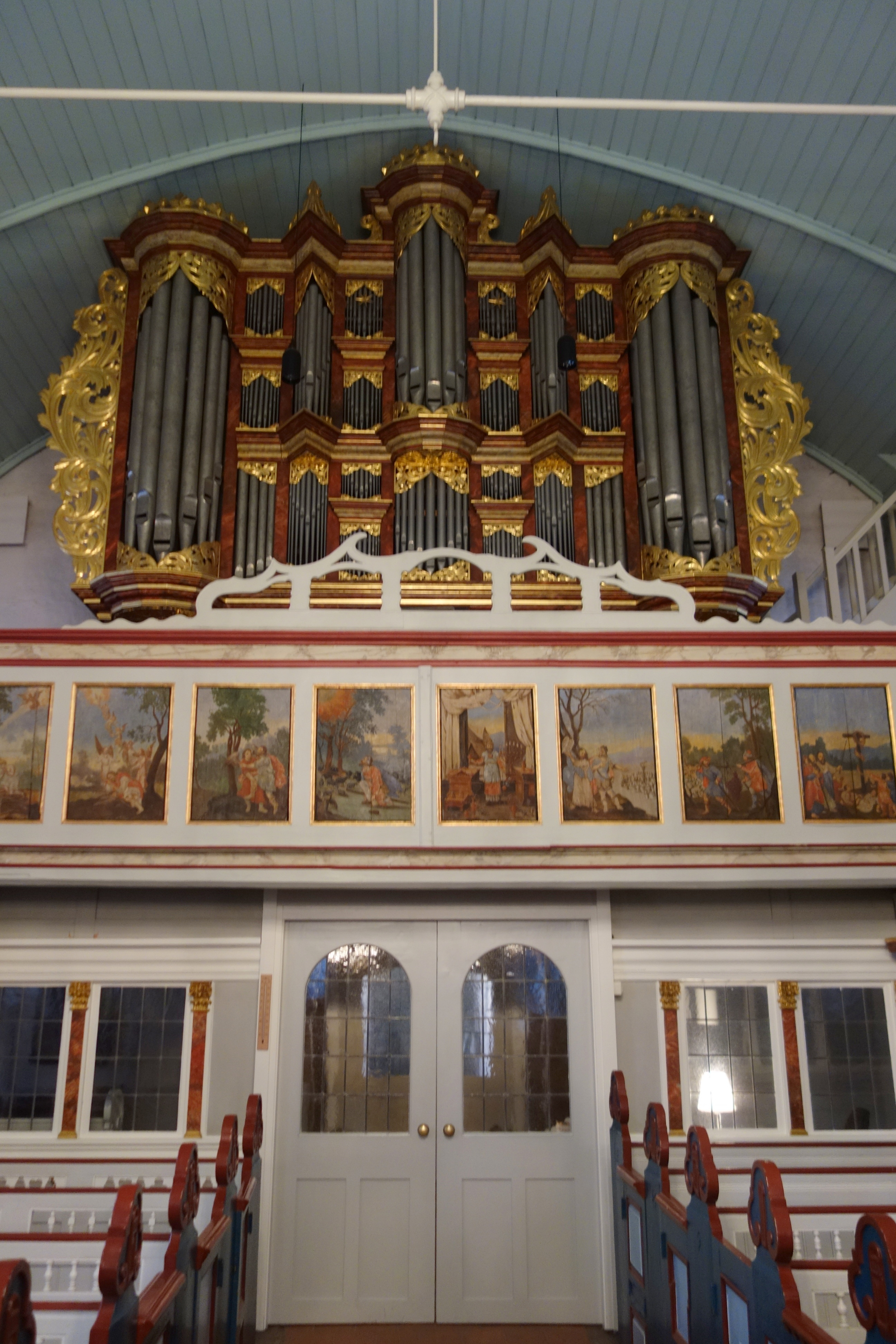
Orgel auf der Westempore

Die Orgel von St. Pankratius in Hamburg-Ochsenwerder, einem ländlichen Bereich von Hamburg in den an der Elbe gelegenen Marschlanden, wurde von Arp Schnitger im Jahr 1707/1708 gebaut und mehrfach umgebaut. Ihre heutige Gestalt hat sie bei dem Neubau durch Rudolf von Beckerath im Jahr 1966 erhalten, der das alte Gehäuse und die erhaltenen Register von Schnitger einbezog. Das Instrument verfügt über 24 Register, die auf zwei Manuale und Pedal verteilt sind.

## Baugeschichte

### Neubau durch Schnitger 1707–1708
Die Kirchengemeinde St. Pankratius (Ochsenwerder) schloss mit Schnitger am 3. Juli 1707 einen Vertrag über einen Orgelneubau mit 28 Registern. Für Lohn und Material wurden 3000 Mark vereinbart. Zudem wurde das Positiv in Zahlung gegeben, das wohl schon 1632 in der Vorgängerkirche seinen Dienst getan hatte. Schnitger baute auf eigene Kosten zwei zusätzliche Register ein, sodass die Orgel bei der Abnahme 30 Register umfasste. Abgenommen wurde das Instrument am 2. Dezember 1708 durch Vincent Lübeck. Kurz zuvor war Schnitgers Sohn Hans, der beim Aufbau mitwirkte, beim Baden in der Elbe ertrunken.
Der Prospekt ist neunachsig aufgebaut. Das Hauptwerk nimmt den oberen Mittelbereich ein: Der polygonale Mittelturm und zwei flankierende Spitztürme werden durch zweigeschossige Flachfelder verbunden. Zweigeschossige Flachfelder derselben Machart leiten zu den polygonalen Pedaltürmen über, die nicht frei stehen, sondern in den Verbundprospekt einbezogen sind. Im unteren Bereich des Brustwerks finden sich Flachfelder in unterschiedlicher Form. Alle zweigeschossigen Felder haben in der Mitte eine profilierte Kämpferleiste. Das Gehäuse wird an beiden Seiten durch geschnitztes Akanthuswerk mit Voluten verziert, das sich als oberer und unterer Abschluss aller Pfeifenfelder und den niedrigen Gehäuseaufbauten findet.
Im Jahr 1708 lautete die Disposition mit kurzer Oktave wie folgt:
| I Untermanual CDEFGA–c3 |       |
| Principal               | 4′    |
| Quintaden               | 8′    |
| Gedact                  | 8′    |
| Blockfloit              | 4′    |
| Octav                   | 2′    |
| Waltfloit               | 2′    |
| Sexquialt II            |       |
| Siffloit                | 1 ⁄2′ |
| Scharff IV–VI           |       |
| Dulcian                 | 8′    |

| II Obermanual CDEFGA–c3 |    |
| Principal               | 8′ |
| Rohrfloit               | 8′ |
| Octav                   | 4′ |
| Spitzfloit              | 4′ |
| Nassat                  | 3′ |
| Super Octav             | 2′ |
| Gemshorn                | 2′ |
| Rauschpfeiffe II        |    |
| Mixtur IV–VI            |    |
| Cymbel III              |    |
| Trommet                 | 8′ |
| Krummhorn               | 8′ |

| Pedal CDE–d1 |     |
| Principal    | 16′ |
| Octav        | 8′  |
| Octav        | 4′  |
| Nachthorn    | 2′  |
| Mixtur IV–VI |     |
| Posaun       | 16′ |
| Trommet      | 8′  |
| Cornet       | 2′  |

### Erweiterungsumbauten
Im Jahr 1783 reparierte Joachim Wilhelm Geycke die Orgel. Christian Heinrich Wolfsteller modernisierte sie im Jahr 1884–1885. Eine tiefgreifende Modernisierung führte Paul Rother 1911 durch, der das Instrument auf 32 Register erweiterte. Rother baute pneumatische Kegelladen und einen neuen Spielschrank ein.
Rudolf von Beckerath Orgelbau baute 1966 ein neues Instrument unter Einbeziehung der erhaltenen Register von Schnitger hinter dem historischen Prospekt. Beckerath verwendete wieder mechanische Schleifladen und lehnte sich an die ursprüngliche Disposition an, stellte diese aber nicht wieder her.

## Disposition seit 1966
| I Hauptwerk C–g3 |       |     |
| Prinzipal        | 8′    | S   |
| Rohrflöte        | 8′    | S   |
| Oktave           | 4′    | S/B |
| Spitzflöte       | 4′    | S/B |
| Nasat            | 2 ⁄3′ | S/B |
| Oktave           | 2′    | S/B |
| Mixtur IV–VI     |       | B   |
| Trompet          | 8′    | B   |

| II Brustwerk C–g3 |       |     |
| Prinzipal         | 4′    | S/B |
| Quintadena        | 8′    | V   |
| Gedackt           | 8′    | S   |
| Blockflöte        | 4′    | S   |
| Waldflöte         | 2′    | B   |
| Sifflöte          | 1 ⁄3′ | B   |
| Sesquialtera II   |       | B   |
| Scharff IV        |       | B   |
| Dulzian           | 8′    | B   |

| Pedal C–f1 |     |   |
| Prinzipal  | 16′ | S |
| Oktave     | 8′  | B |
| Oktave     | 4′  | B |
| Nachthorn  | 2′  | B |
| Mixtur IV  |     | B |
| Posaune    | 16′ | B |
| Trompete   | 8′  | B |

- Koppeln: II/I, I/P, II/P
- 2 Cimbelsterne

Anmerkungen
V = aus Vorgängerorgel
S = Schnitger (1708)
B = Beckerath (1966)

## Technische Daten
- 24 Register, 36 Pfeifenreihen.
- Windversorgung: 
  - Winddruck: 70 mmWS (Hauptwerk), 65 mmWS (Brustwerk), 75 mmWS (Pedal)
- Traktur:
  - Tontraktur: Mechanisch
  - Registertraktur: Mechanisch
- Stimmung:
  - Gleichstufige Stimmung
  - Tonhöhe: a1 = 440 Hz